# سابين ليزيكي
سابين ليزيكي (بالألمانية: Sabine Lisicki)‏ مواليد 22 سبتمبر 1989 في ألمانيا الغربية، هي لاعبة كرة مضرب ألمانية تلعب باليد اليمنى بدأت مسيرتها كمحترفة عام 2006 وتحتل حالياً المرتبة رقم. 31 (14 يوليو 2014) في تصنيف رابطة محترفات كرة المضرب. حققت انطلاقة في عام 2009 عندما وصلت إلى الدور ربع النهائي في بطولة ويمبلدون، كما حققت أول بطولة لمحترفات التنس (WTA) بفوزها ببطولة بطولة تشارلستون على كارولين فوزنياكي. في مارس 2010 تعرضت لإصابة بالكاحل ببطولة إنديان ويلز للماسترز أدى لغيابها 5 أشهر عن الملاعب وتراجع تصنيفها العالمي.
عادت سابين وانتعشت في عام 2011، فقد فازت ببطولة برمنجهام قبل دخولها ببطولة ويمبلدون كبديلة؛ لتحقق مفاجأة بوصولها للدور نصف النهائي لتكون ثاني سيدة في تاريخ بطولة ويمبلدون تصل لنصف النهائي في حين دخلت البطولة بالبطاقة البديلة. وبعد شهرين تمكنت من الفوز ببطولة تكساس المفتوحة. في 2012 وصلت لأعلى تصنيف عالمي لها بوصولها للمركز 12، كما وصلت للمبارة النهائية في بطولة ويمبلدون عام 2013 وخسرت أمام الفرنسية ماريون بارتولي.
في الزوجي، فازت ليزيكي بكأس مرسيدس للتنس في عام 2011 مع سامانثا ستوسور وفي 2013 مع منى بارثيل. كما فازت ببطولة ميامي للماسترز 2014 مع مارتينا هينجيز، ووصلت إلى نهائي زوجي بطولة ويمبلدون 2011 مع سامانثا ستوسور وحلت بالمركز الرابع في دورة الألعاب الأولمبية 2012 مع مواطنها كريستوفر كاس.

## الحياة الشخصية

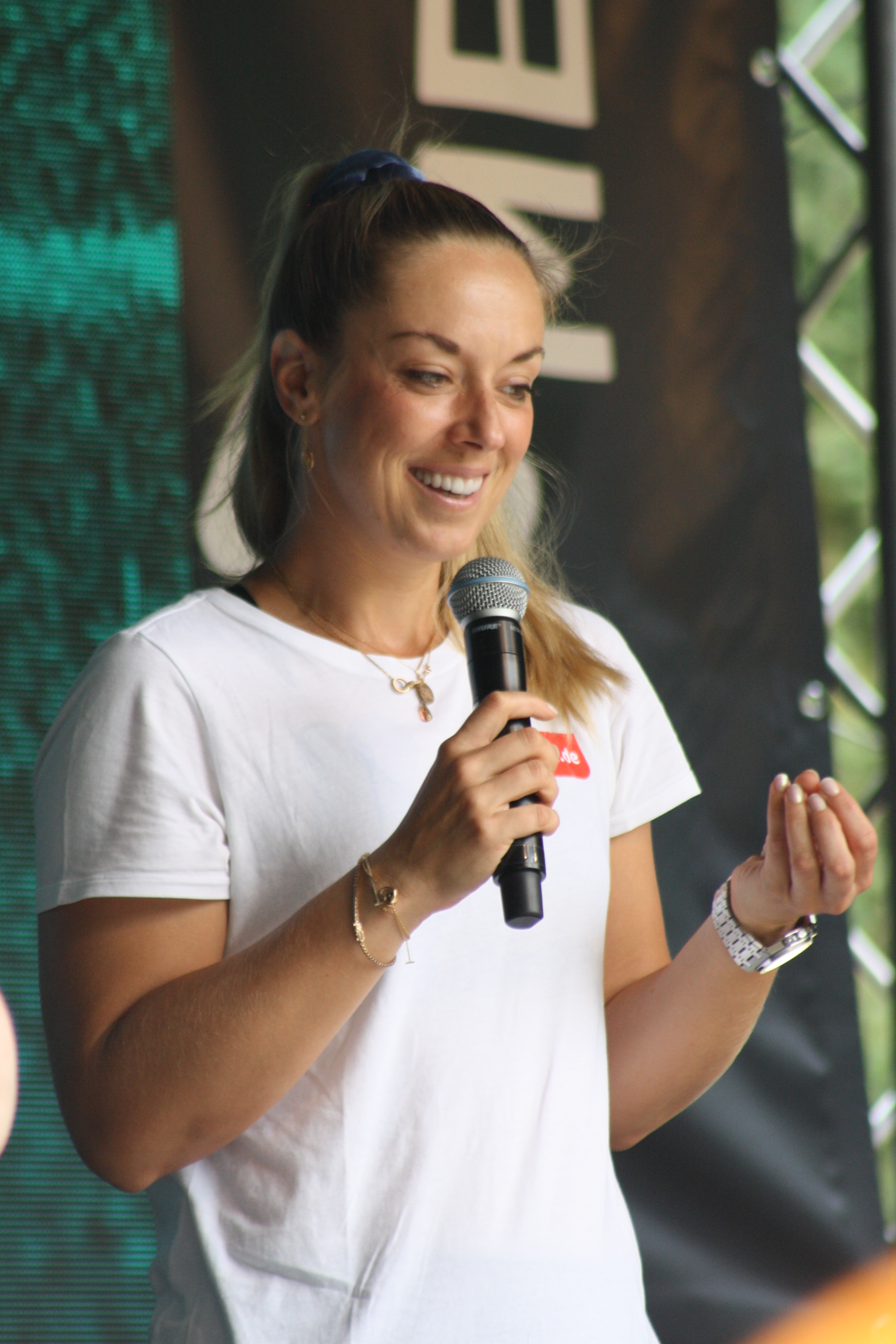
سابين ليزيكي، يونيو 2023

سابين ليزيكي هي أسرة هاجرت من بولندا إلى ألمانيا الغربية سنة 1979. والدها د.ريتشارد ليزيكي وهو من أصل ألماني وبولندي، وأُمها إليزابيث هي بولندية الأصل. ولدت سابين في مدينة ترويسدورف شمال الراين-وستفاليا في عام 1989. والدها هم من عرض عليها التنس في سن السابعة، ولديه شهادة الدكتوراه في العلوم الرياضية. تعيش سابين ليزيكي حالياً في برادنتون (فلوريدا) وهي تجيد اللغة الألمانية والإنجليزية والبولندية. وهواياتها خارج الملعب الموسيقى والقراءة وألعاب القوى. وهي من مشجعي منتخب ألمانيا لكرة القدم وفي البوندسليغا تشجع بايرن ميونخ.

## روابط خارجية
- سابين ليزيكي على موقع رابطة محترفات التنس (الإنجليزية)
- سابين ليزيكي على موقع الاتحاد الدولي لكرة المضرب (الإنجليزية)
- سابين ليزيكي على موقع كأس بيلي جين كينغ (الإنجليزية)
- سابين ليزيكي على موقع خلاصة التنس.كوم (الإنجليزية)
- سابين ليزيكي على موقع إي إس بي إن.كوم (الإنجليزية)
- سابين ليزيكي على موقع اللجنة الأولمبية الدولية (الإنجليزية)
- سابين ليزيكي على موقع أوليمبيديا (الإنجليزية)
- سابين ليزيكي على موقع اللجنة الأولمبية الألمانية (الألمانية)